# Maison à cariatides rue des Marins de Carpentras
La maison à Cariatide de la rue des marins est un bâtiment d'habitation situé à Carpentras, dans le département de Vaucluse.

## Historique
La maison à Cariatide de la rue des marins est inscrite au titre des monuments historiques par arrêté du 28 octobre 1949.

## Bâtiment
Le balcon du premier étage, côté rue, en fer forgé, est supporté par deux cariatides, encadrant le portail d'entrée de l'hôtel.